# Institut régional d'administration de Metz
 (mars 2020).

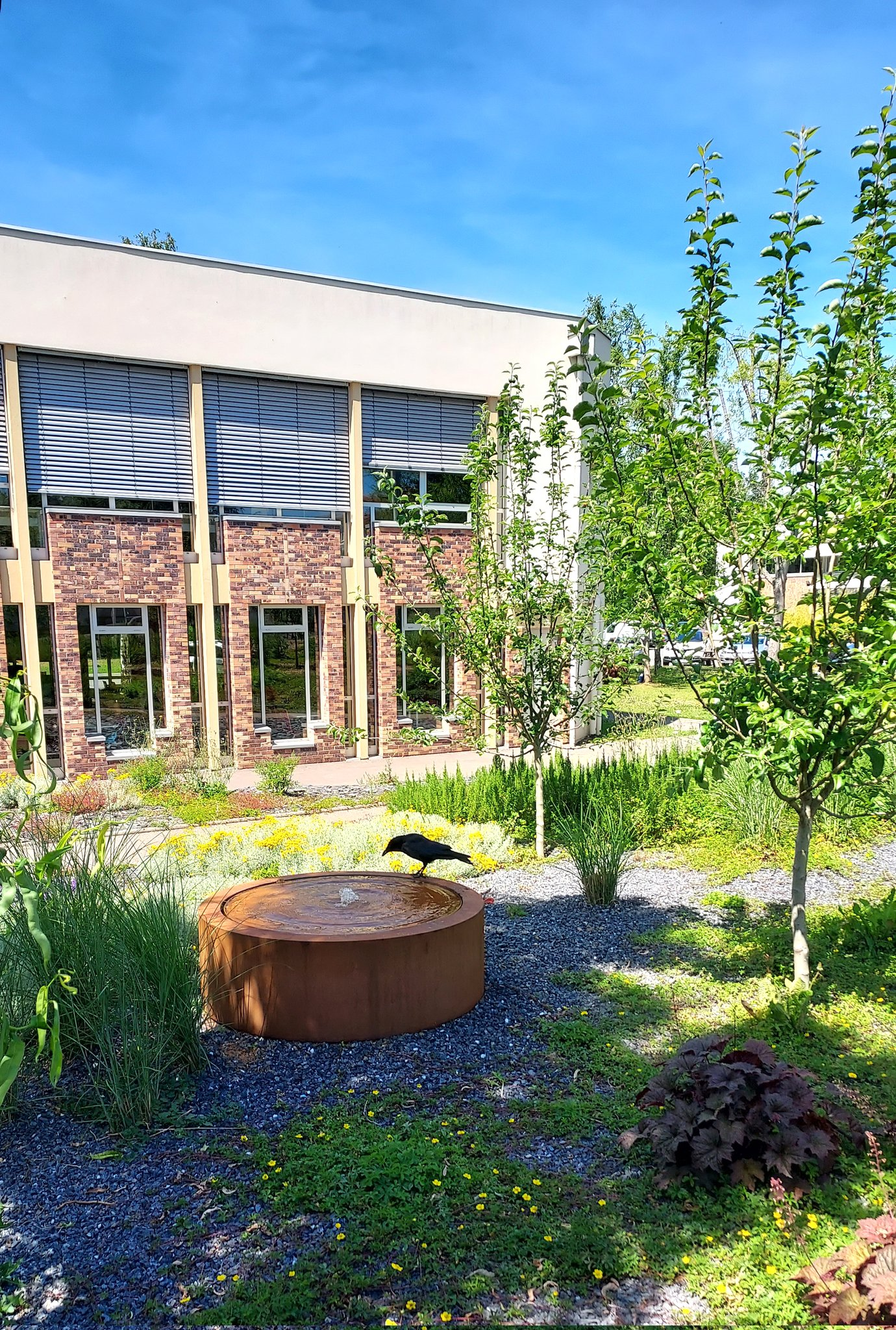
Jardin de l'IRA

L'Institut régional d'administration (IRA) de Metz est un établissement public administratif situé à Metz, dans le quartier de Bellecroix, en Moselle. Fondé en 1973, il participe comme les 4 autres IRA à la formation des cadres de la Fonction publique d'État. Assurant une formation initiale et de la formation continue, il prépare notamment les lauréats du concours d'accès aux IRA aux fonctions d'Attaché d'administration de l'État.
À l'issue de leur scolarité, les élèves se voient proposer un poste en administration centrale, en services déconcentrés ou en l'administration scolaire et universitaire. Ils choisissent leur emploi et leur ministère d'affectation en fonction du classement de sortie.

## Promotions
Chaque année, en début de scolarité, les élèves-stagiaires choisissent le nom de leur promotion.
- 1997-1998 : Léon Blum
- 1998-1999 : Marie Curie
- 1999-2000 : Antoine de Saint-Exupéry
- 2000-2001 : Louise Weiss
- 2001-2002 : Robert Schuman
- 2002-2003 : Léopold Sédar Senghor
- 2003-2004 : Jean Moulin
- 2004-2005 : Victor Schœlcher
- 2005-2006 : Hannah Arendt
- 2006-2007 : Jean Jaurès
- 2007-2008 : Victor Hugo
- 2008-2009 : Germaine Tillion
- 2009-2010 : Marc Chagall
- 2010-2011 : Alexandre Dumas
- 2011-2012 : Marguerite Yourcenar
- 2012-2013 : 4 août 1789
- 2013-2014 : Stéphane Hessel
- 2014-2015 : Marie Marvingt
- 2015-2016 : Geneviève de Gaulle-Anthonioz
- 2016-2017 : Henry Dunant
- 2017-2018 : Simone Veil
- 2018-2019 : Nicole Girard-Mangin
- 2019-2020 : Félix Éboué
- 2020-2021 : Louis Pasteur
- 2021-2022 : Olympe de Gouges
- 2022-1 : Pierre Bourdieu
- 2022-2 : Gaïa
- 2023-1 : Arnaud Beltrame
- 2023-2 : Louise Michel
- 2025 : Joséphine Baker

## Formation

### Contenu de la formation
La formation au sein de l'IRA de 6 mois se décline en 2 périodes. Durant la première période d'environ 2 mois, l'élève attaché est en formation en phase commune, socle commun de compétences. Ce dernier choisit ensuite des options pour se spécialiser durant la seconde période. 

### Rémunération
Pendant la formation, l'élève attaché touche 1 462,36 € net mensuel. Un maintien de salaire est prévu pour les candidats internes. 
Par la suite, les élèves issus du concours externe gagnent lors de leur première affectation, pour ce qui est : 
- du traitement à l'échelon 1 (Indice majoré 388), et avec une indemnité de résidence en zone 3 %, 2279 € net par mois (au 1er janvier 2019);
- de l'indemnitaire (primes), variable selon le groupe de fonction de l'emploi occupé, et de l'administration.

## Dispositif des Classes Talents du service public
L'IRA de Metz, en partenariat avec l'Université de Lorraine, l'IPAG de Strasbourg et celui de Paris-Est Créteil, propose une préparation à 4 concours de la fonction publique : 
- le concours d’accès aux IRA (attaché d'administration de l’État),
- le concours d’inspecteur des finances publiques,
- le concours d’inspecteur des douanes,
- le concours d’attaché territorial.

Cette préparation se destine aux étudiants et demandeurs d'emploi, et est un dispositif d'égalité des chances. 
Divers cours sont dispensés durant la formation : des cours de remise à niveau en droit public, finances publiques, culture numérique, etc. ainsi que des cours de méthodologie renforcés par la mise en place de concours et oraux blancs. 
L'élève en Classe Talents dispose en plus de sa préparation, d'une bourse de 4000€. La préparation se déroule sur une année scolaire, et est annexée à une formation diplômante (licence d'administration publique, master de droit public, master d'administration, économique et sociale).

## Personnalités associées
- Brigitte Klinkert : ministre déléguée à l'Insertion (2020-2022) et députée française (2022)
- Stéphane Miliado : chevalier de l'ordre national du Mérite

## Accessibilité

### Transports en commun
L'IRA se trouve à proximité de l'arrêt Artilleurs de la ligne L1 du bus de la communauté d’agglomération de Metz Métropole Le Met’.

### Locaux

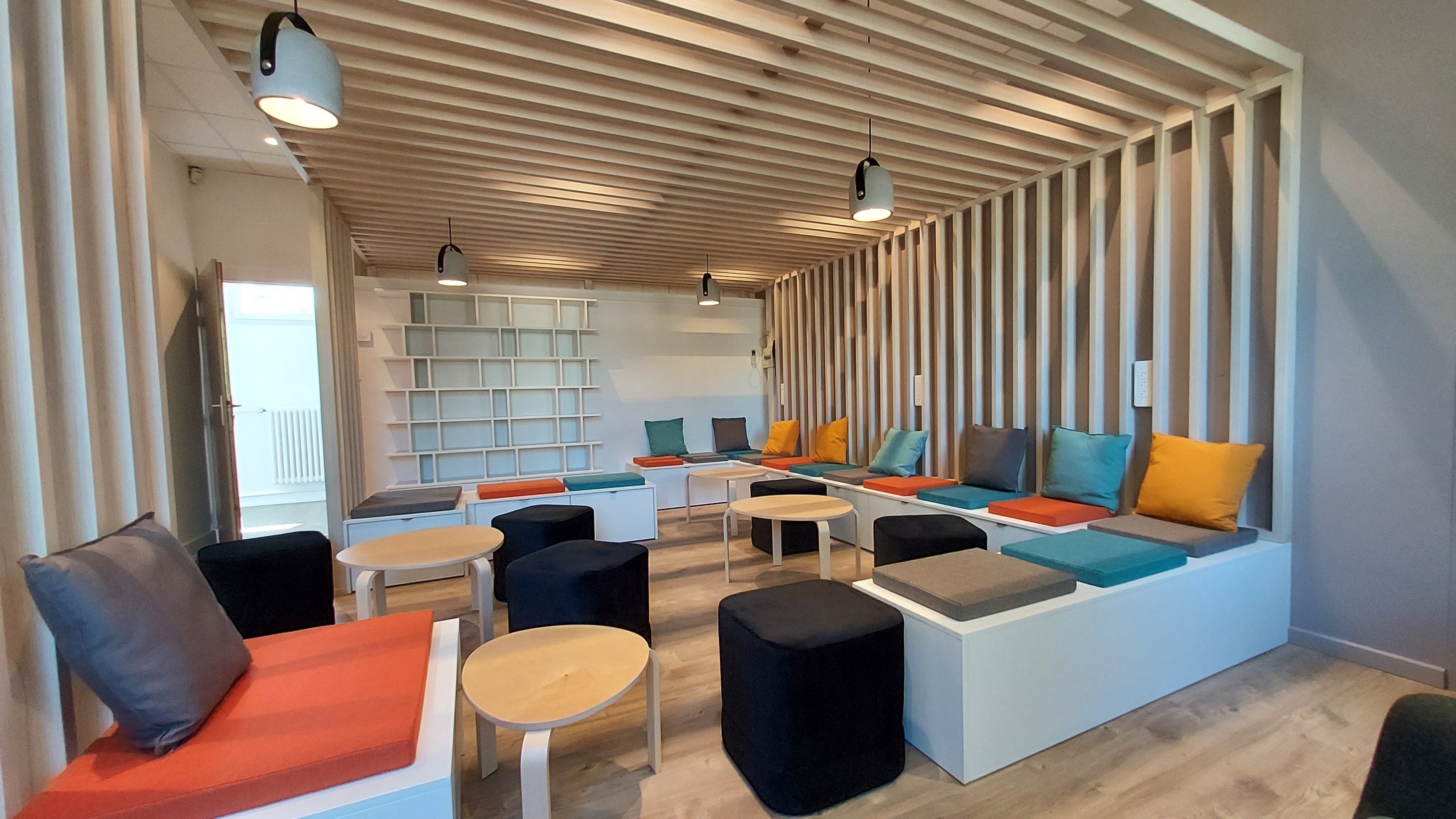
Foyer des élèves de l'IRA de Metz

L'IRA de Metz offre un cadre de travail agréable avec des espaces verts, des salles de cours modernes et équipées, des salles de détente telles que le foyer des élèves, mais aussi des tables de ping-pong, un babyfoot et un restaurant administratif.